# Engnitzthal
Engnitzthal war eine kurzlebige Gemeinde im Landkreis Sonneberg in Thüringen.
Die Gemeinde Engnitzthal entstand am 9. April 1994 (juristisches Wirkungsdatum) mit dem Zusammenschluss der Gemeinden Spechtsbrunn, Hüttengrund, Hasenthal und Eschenthal. Am 1. Januar 1997 fusionierte sie mit der benachbarten Gemeinde Haselbach zur Gemeinde Oberland am Rennsteig. Oberland am Rennsteig wurde wiederum am 1. Januar 2014 nach Sonneberg eingegliedert. Namensträger der Gemeinde war der Bach Engnitz, der etwa zwei Kilometer nördlich von Blechhammer aus dem Zusammenfluss der Bäche Oelse (von Hasenthal kommend) und Rögitz entsteht und in Blechhammer in die Steinach mündet.